# دهستان سهل‌آباد
دهستان سهل‌آباد یکی از دهستان های بخش سرداران شهرستان نهبندان استان خراسان جنوبی ایران است.

## جمعیت
بر پایه سرشماری عمومی نفوس و مسکن در سال ۱۳۹۵ جمعیت این دهستان ۲،۲۳۲ نفر بوده است.